# Alexander Robertson
Alexander Sean Pablo Robertson (Dundee, Escocia, 17 de abril de 2003) es un futbolista británico-australiano-peruano. Juega como mediocampista y su equipo es el Cardiff City F. C. de la League One.

## Trayectoria

### Manchester City
Después de dejar el Manchester United por el Manchester City en la categoría sub-15, Robertson ascendió rápidamente en las filas juveniles para establecerse como uno de los principales prospectos jóvenes, y fue incluido en la lista de "Próxima generación" de The Guardian para 2020.
Hizo una aparición en el EFL Trophy en la temporada 2020-21, en una derrota por 2-1 ante el Tranmere Rovers. A pesar de las numerosas lesiones, Robertson formó parte de los entrenamientos con el primer equipo de forma regular, citando al mediocampista Fernandinho como mentor.

### Préstamo al Ross County
El 5 de julio de 2021, Robertson se unió al club escocés Ross County cedido por una temporada, el técnico Malky Mackay afirmó que había estado siguiendo al joven mediocampista "durante cuatro años".
Hizo su debut el 21 de julio de 2021, en una victoria por 1-0 en la Copa de la Liga escocesa sobre el Brora Rangers, sustituyendo en el minuto 66' a Jake Vokins.
Robertson regresó al Manchester City a principios de enero de 2022.

## Selección nacional
Jugó en las selecciones juveniles de Australia e Inglaterra y en 2024 disputó dos partidos amistosos con la selección mayor de Australia; sin embargo, ya que su debut en partidos oficiales aún no se concretiza, es elegible para las selecciones de Escocia, por nacimiento, Perú por parte de su madre e Inglaterra, habiendo vivido allí la mayor parte de su vida.[cita requerida]

## Estadísticas

### Clubes
Actualizado de acuerdo al último partido jugado el 3 de mayo de 2025.
| Club                        | Div.          | Temporada     | Liga  | Liga  | Copas nacionales | Copas nacionales | Copas internacionales | Copas internacionales | Total | Total |
| Club                        | Div.          | Temporada     | Part. | Goles | Part.            | Goles            | Part.                 | Goles                 | Part. | Goles |
| --------------------------- | ------------- | ------------- | ----- | ----- | ---------------- | ---------------- | --------------------- | --------------------- | ----- | ----- |
| Manchester City Inglaterra  | 1.ª           | 2021-22       | 0     | 0     | 0                | 0                | 0                     | 0                     | 0     | 0     |
| Manchester City Inglaterra  | Total club    | Total club    | 0     | 0     | 0                | 0                | 0                     | 0                     | 0     | 0     |
| Ross County F. C. Escocia   | 1.ª           | 2021-22       | 3     | 0     | 2                | 0                | —                     | —                     | 5     | 0     |
| Ross County F. C. Escocia   | Total club    | Total club    | 3     | 0     | 2                | 0                | 0                     | 0                     | 5     | 0     |
| Portsmouth F. C. Inglaterra | 3.ª           | 2023-24       | 23    | 1     | 4                | 0                | —                     | —                     | 27    | 1     |
| Portsmouth F. C. Inglaterra | Total club    | Total club    | 23    | 1     | 4                | 0                | 0                     | 0                     | 27    | 1     |
| Cardiff City F. C. Gales    | 2.ª           | 2024-25       | 35    | 3     | 4                | 1                | ―                     | ―                     | 39    | 4     |
| Cardiff City F. C. Gales    | Total club    | Total club    | 35    | 3     | 4                | 1                | 0                     | 0                     | 39    | 4     |
| Total carrera               | Total carrera | Total carrera | 61    | 4     | 10               | 1                | 0                     | 0                     | 71    | 5     |